# Irwin River
Irwin River är ett vattendrag i Australien. Det ligger i delstaten Western Australia, omkring 310 kilometer norr om delstatshuvudstaden Perth.
Trakten runt Irwin River består till största delen av jordbruksmark. Trakten runt Irwin River är nära nog obefolkad, med mindre än två invånare per kvadratkilometer. Stäppklimat råder i trakten. Genomsnittlig årsnederbörd är 415 millimeter. Den regnigaste månaden är juni, med i genomsnitt 74 mm nederbörd, och den torraste är februari, med 2 mm nederbörd.